# مرقد سلمان الفارسي

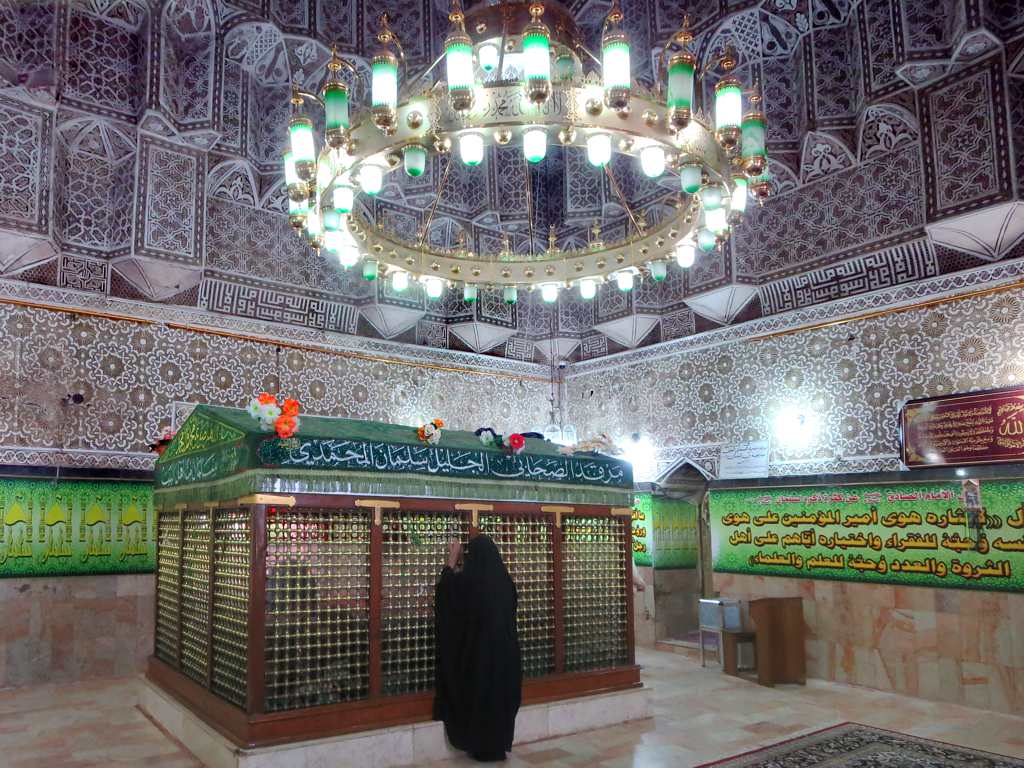
ضريح الصحابي سلمان الفارسي

مرقد سلمان الفارسي أو مسجد ومزار سلمان الفارسي ، وهو أحد مراقد بغداد التاريخية والأثرية وأحد المعالم الدينية المهمة في العراق، وذلك لوجود ضريح الصحابي سلمان الفارسي فيه وأيضا وجود ضريح حذيفة بن اليمان وجابر بن عبد الله الأنصاري وطاهر بن الإمام الباقر، ويقع المسجد في منطقة المدائن جنوب العاصمة بغداد ويبعد عن مركز العاصمة 30 كم.
يعود تاريخ المزار الذي ُشيد بتصاميم مغربية توحي إلى العمارة العثمانية أو العباسية مزدانة بنقوش مغربية إلى فترات متأخرة، كما ويعود تاريخ تشييد قباب عبد الله بن جابر وحذيفة بن اليمان وعلي الطاهر وقبة مسجد الإمام الحسن العسكري الذي هو أيضا ضمن مزار سلمان المحمدي إلى عام 1997م، أما قبة سلمان فهي بقطر 8 م وبارتفاع 17 م أما المنارتان فهما بارتفاع 23م وقطر مترين وقد تعرضت القبب إلى أستهداف بالقذائف الصاروخية من قبل الجماعات الارهابية.